# Берестин
Бере́стин (укр. Берестин, в 1731—1784 — Белёвская кре́пость, в 1784—1922 — Константиногра́д, в 1922—2024 — Красногра́д) — город в Харьковской области Украины, административный центр Берестинского района и Красноградской городской общины. До 17 июля 2020 года составлял Красноградский городской совет, в который, кроме того, входили посёлки Дослидное, Кумы и Степовое.

## Географическое положение
Город находится на правом берегу реки Берестовая в 101 км на юг от областного центра — Харькова. На противоположном берегу расположено село Наталино, к городу примыкает село Песчанка.

### Климат
Климат — умеренно-континентальный, степная зона. Среднемесячная температура января −7,2 °C, июля — +20,8 °C. Абсолютный максимум +37 °C, минимум −35 °C. Среднегодовое количество осадков — 536 мм.

## Население
На 1 января 2013 года численность населения составляла 21 332 человек.
По данным переписи 1926 года, украинцы составляли 76,9 % населения города, евреи — 12,4 %, русские — 8,0 %.
По данным переписи 2001 года, украинцы составляли 79,69 % населения города, русские — 18,49 %.

### Языковой состав
Родной язык населения по данным переписи 1897 года:
| Язык       | Численность, чел. | Доля     |
| ---------- | ----------------- | -------- |
| Украинский | 4 639             | 71,87 %  |
| Идиш       | 1 099             | 17,02 %  |
| Русский    | 575               | 8,91 %   |
| Немецкий   | 104               | 1,61 %   |
| Другие     | 38                | 0,59 %   |
| Итого      | 6 455             | 100,00 % |

По данным переписи 1926 года, украинский язык родным назвали 72,6 % населения, еврейский — 5,7 %, русский — 19,8 %.
Родной язык населения по данным переписи 2001 года:
| Язык       | Численность, чел. | Доля     |
| ---------- | ----------------- | -------- |
| Украинский | 17 457            | 77,78 %  |
| Русский    | 4 831             | 21,52 %  |
| Другое     | 156               | 0,70 %   |
| Итого      | 22 444            | 100,00 % |

Украинский язык является основным и единственным официальным языком города.
Вторжение России на Украину спровоцировало новую волну украинизации в городе, всё больше людей предпочитают говорить на украинском языке.
По данным Государственной службы статистики Украины в 2023/24 учебном году из 221 336 учащихся в учреждениях общего среднего образования в Харьковской области 220 933 (99,82 %) обучались в украиноязычных классах, 403 (0,18 %) — в русскоязычных.

## История
Населённый пункт основан в 1731 — 1733 гг. как новая Белёвская крепость (в ней стоял ландмилицейский полк из г. Белёв Тульской губернии) в составе Украинской линии оборонных укреплений, которая проходила от Днепра к Северскому Донцу.
Вокруг крепости селились люди, преимущественно беглые селяне и козаки с Правобережной Украины. Управление Ландмилицейского корпуса, состоявшего из 20-ти полков, с 1735 по 1764 год находилось в Белёвской крепости.
В 1750-х годах здесь начинает развиваться шелководство и ткацкий промысел.
В августе 1764 года Белёвская крепость была включена в Екатерининскую провинцию Новороссийской губернии, в 1778 году стала уездным центром Азовской губернии.
В 1779 году Екатериной II крепость была названа Константиноградом в честь её второго внука Константина Павловича, известие о рождении которого императрица получила проезжая эти места, а в 1784 году Константиноград официально получил статус города.
В 1802 году Константиноград стал уездным центром новой Полтавской губернии.
В 1809 году сюда переселились ремесленники, занимающиеся суконным промыслом, из Австрии, Бранденбурга, Саксонии, для которых выделили 195 десятин земли и построили 40 домов.
В XIX веке город был небольшим, но живописным с украшающим его Казённым садом.
По данным переписи 1897 года в городе жили 6 455 человек, из них 4 639 (71,87 %) указали украинский (в переписи — «малорусский») язык родным, идиш («еврейский») — 1 099 (17,02 %), русский («великорусский») — 575 (8,91 %), немецкий — 104 (1,61 %), другие языки — 38 (0,59 %).

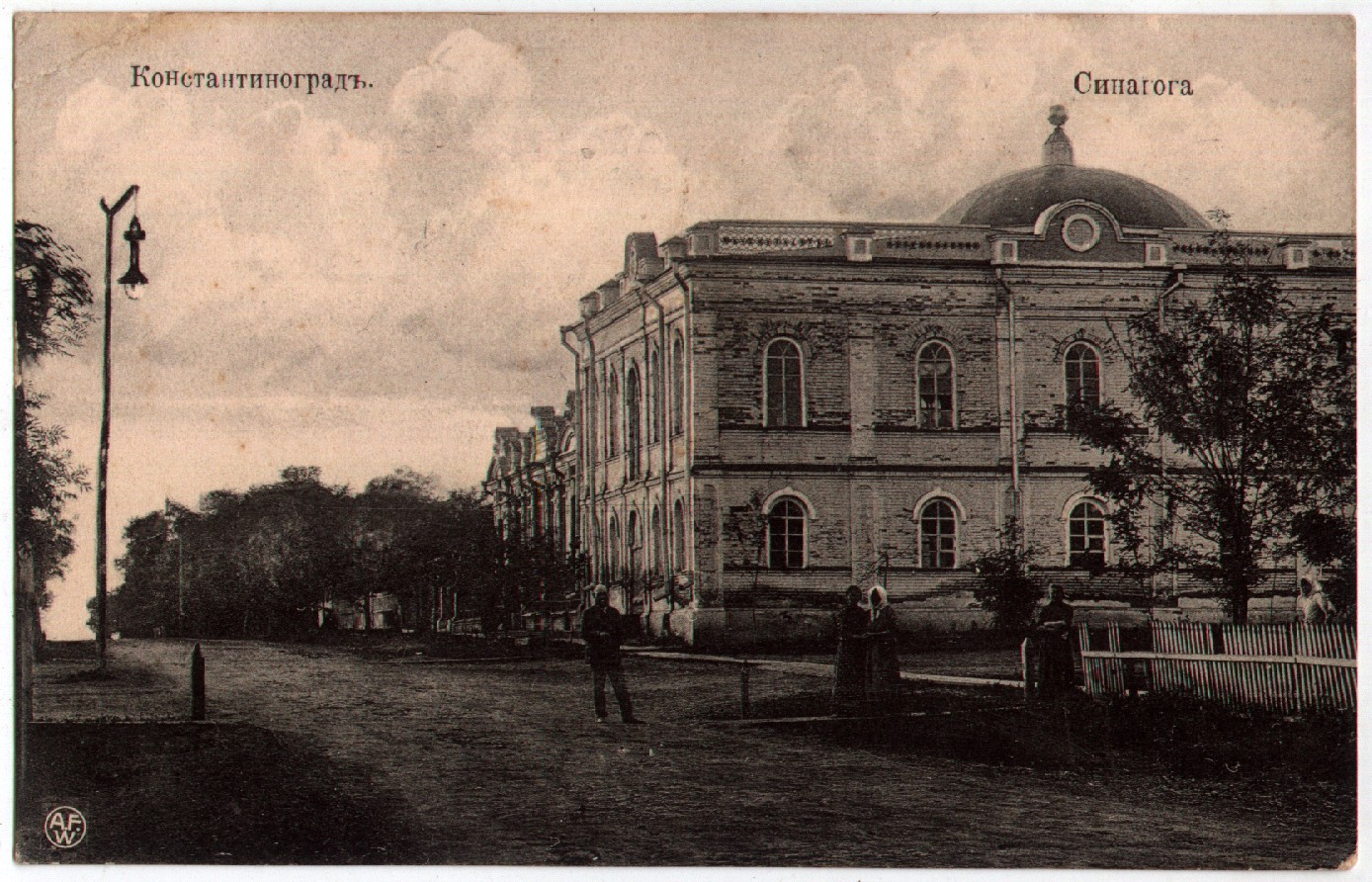
Городская синагога, 1910 год

В 1919 году началось издание местной газеты.
С декабря 1922 года — Красноград, с марта 1923 до июня 1925 года являлся центром Красноградского округа.
По данным переписи 1926 года, украинцы составляли 76,9 % населения города, евреи — 12,4 %, русские — 8,0 %. Украинский язык родным назвали 72,6 % населения, еврейский — 5,7 %, русский — 19,8 %.
В ходе Великой Отечественной войны 20 сентября 1941 года Красноград был оккупирован немецкими войсками, в мае 1942 года в городе (на территории мельницы) находился пересыльный лагерь военнопленных «Дулаг-205» для бойцов РККА.
24 августа 1943 года Ставка ВГК поставила Степному фронту задачу «разгромить валковскую группировку врага и развивать наступление на Красноград» и 19 сентября 1943 года город был освобождён советскими войсками.
В 1953 году здесь действовали маслозавод, несколько мукомольных предприятий, педагогическое училище, сельскохозяйственный техникум, три средние школы, семилетняя школа, Дом культуры, кинотеатр и музей.
Население в 1966 году составило 15 500 человек; в городе работали водолечебница, планетарий, 4 аптеки, 5 детсадов, 4 средние школы, восьмилетняя школа, Дом пионеров, медучилище, техникум, ПТУ, 14 библиотек со 176 тыс.томов, краеведческий музей.
В 1972 году численность населения составляла 19,5 тыс. человек, здесь действовали мясокомбинат, мельничный завод, маслодельный завод, кукурузокалибровочный завод, плодоконсервный завод, завод строительных материалов, мебельная фабрика, текстильная фабрика, газодобывающее предприятие, техникум механизации сельского хозяйства, медицинское училище и краеведческий музей.
В январе 1989 года численность населения составляла 26 398 человек, основой экономики города в это время являлись пищевая (мясная и плодоконсервная), лёгкая (текстильная и меховая) и мебельная промышленность.
В мае 1995 года Кабинет министров Украины утвердил решение о приватизации находившихся в городе АТП-16345, овощного хозяйства, комбикормового завода, райсельхозтехники и райсельхозхимии, в июле 1995 года было утверждено решение о приватизации хлебозавода.
Весной 2010 года прекратил функционирование маслосырзавод.
3 апреля 2024 года Комитет Верховной рады Украины по вопросам организации государственной власти, местного самоуправления, регионального развития и градостроительства поддержал переименование города в Берестин, а 19 сентября 2024 года Верховная рада приняла решение о переименовании города и района. 26 сентября 2024 года переименование вступило в силу.

## Промышленность
Основа экономики города — промышленность: газодобывающая (буровое управление «Укрбургаз» компании Укргаздобыча), Из города в другие поселения на работу выезжают 4000 человек, поскольку довольно много людей работают вахтовым методом на газодобывающих промыслах.

## Объекты социальной сферы

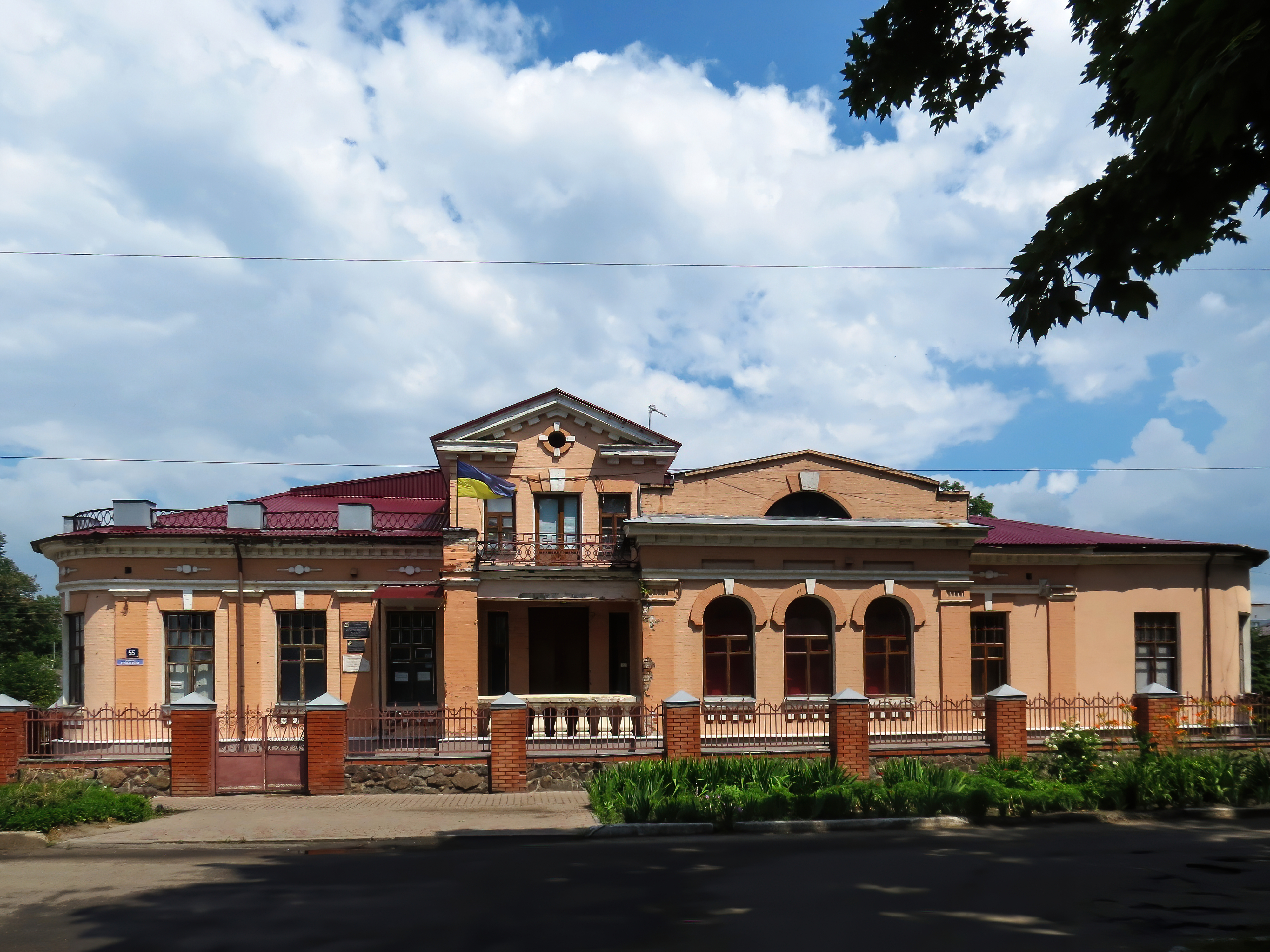
Красноградский краеведческий музей

В городе имеются 5 общеобразовательных школ, школа эстетического воспитания (с музыкальным и художественным отделениями), детско-юношеская спортивная школа (с отделениями футбола, баскетбола, лёгкой атлетики, тяжёлой атлетики, спортивных танцев и контактного карате), центр детско-юношеского творчества, 2 лечебно-профилактических учреждения, 16 библиотек, 7 клубных учреждений, Красноградский аграрно-технический колледж при Харьковском национальном техническом университете сельского хозяйства (с отделениями «Агроинженерия», «Электроэнергетика, электротехника и электромеханика», «Учет и налогообложение», «Предпринимательство, торговля и биржевая деятельность» и «Менеджмент»), Красноградский педагогический колледж при Харьковской гуманитарно-педагогической академии (с отделениями «Дошкольное образование», «Начальное школьное образование», «Физическое воспитание» и «Трудовое воспитание»), Красноградский медицинский колледж (с отделениями «Лечебное дело» и «Сестринское дело»), Красноградский профессиональный лицей.
С 1988 года в городе, при буровом управлении «Укрбургаз», под руководством Заслуженного тренера Украины В. Н. Кожушко, работает спортивный клуб «Буровик» (до 1998 года носивший название карате-клуб «Кимей»). В клубе культивируется около десяти видов спорта, основными из которых являются контактное карате и кикбоксинг.
Работает Красноградский краеведческий музей, картинная галерея.
Жилищный фонд составляет 396 тыс. м², из них 56 % — общественный. Обеспеченность жильём 14,3 м² на 1 человека. Город газифицирован сетевым и сжиженным газом.
Зелёные массивы и насаждения Берестина занимают 504 га и вместе с рекой Берестовой являются местом отдыха горожан.

## Спорт
В Берестине базируется футбольный клуб «Факел», который проводит домашние матчи на берестинском стадионе «Юбилейный». Главным достижением команды за всю её историю является Кубок Харьковской области по футболу, который «Факел» завоевал в сезоне 1989 года. В сезоне 2016 года команда выступала в Первой лиге Чемпионата Харьковской области по футболу где в группе Б заняла 7 место.

## Транспорт
Через город проходят Южная железная дорога (узловая станция Красноград — железнодорожные линии на Харьков, Днепр, Полтаву, Лозовую) и автомобильная дорога М-18 (E 105).

## Памятники

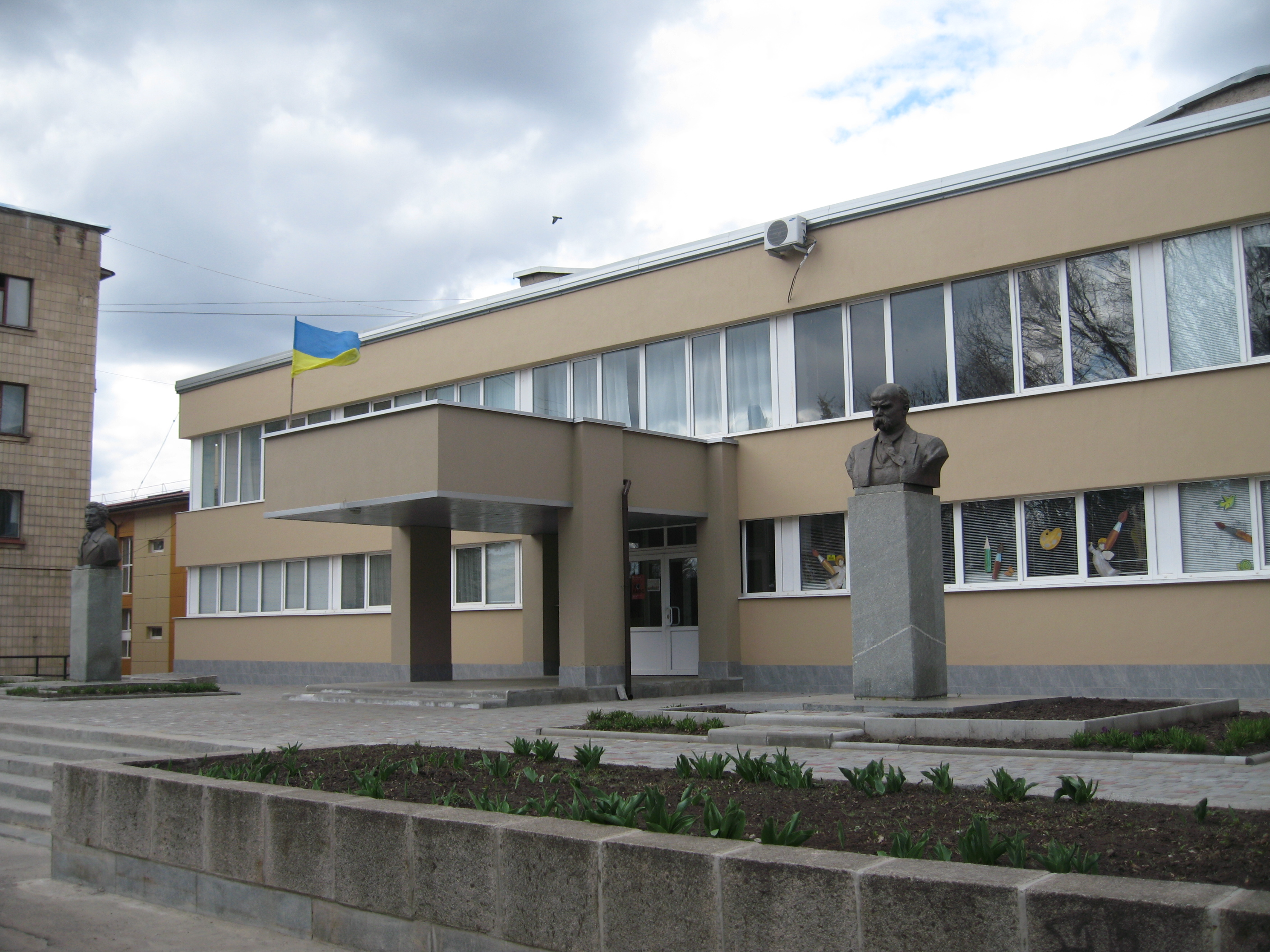
Бюст Т. Г. Шевченко возле районной библиотеки

- Оборонительные валы Белёвской крепости в центре города
- Обелиск в честь образования Красноградского района (1922) на оборонительных валах Белёвской крепости
- Памятник авиации — самолёт Су-7Б в центре города

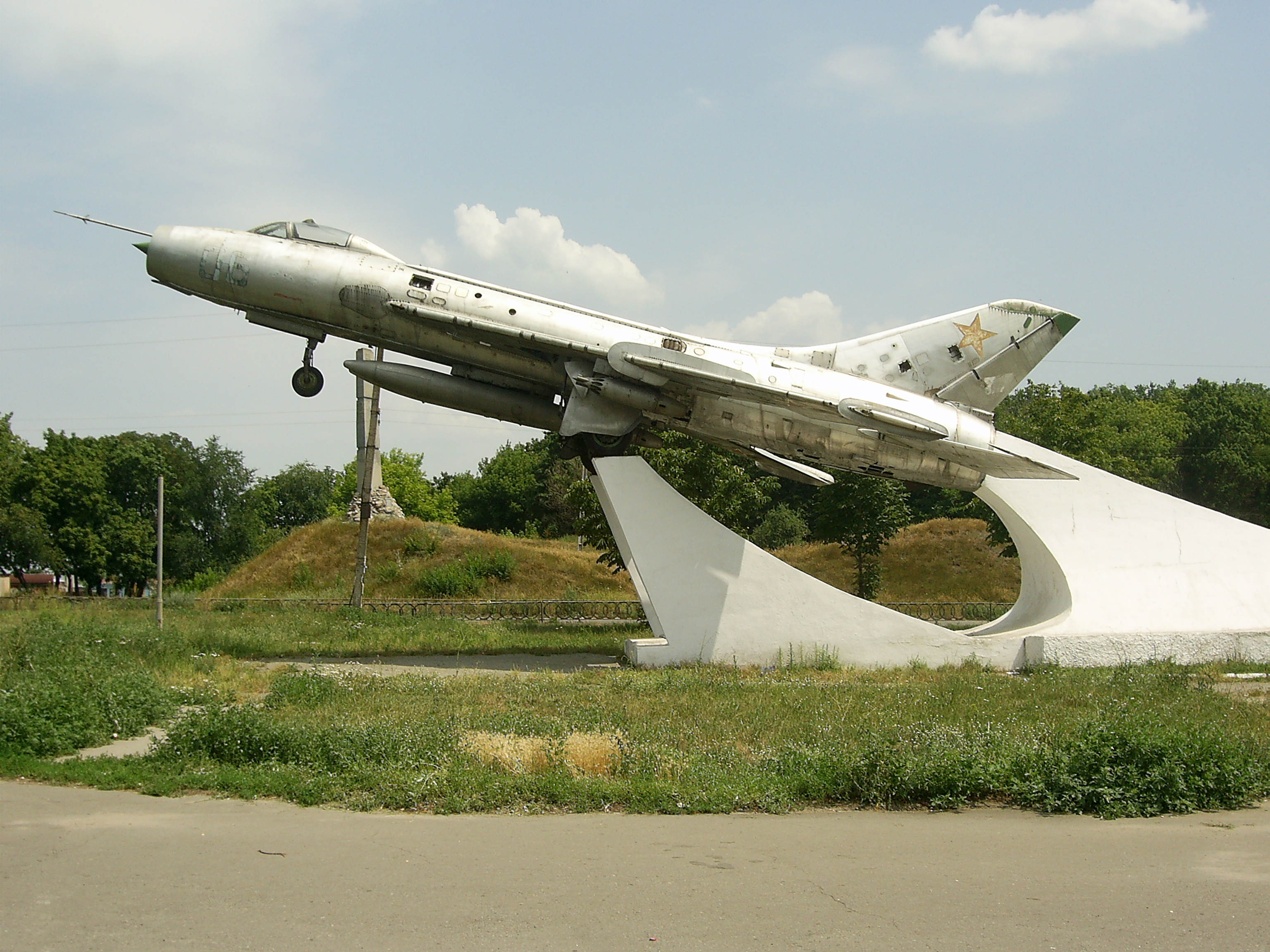
Памятник авиации — самолёт Су-7Б в центре города

- Памятная стела в честь 280-летия города (1731—2011) на центральной площади
- Памятник участникам Великой Отечественной войны (1941-45) — танк Т-34-85 в центральном парке
- Памятник воинам-пограничникам в центральном парке
- Памятник воинам-морякам в центральном парке
- Памятник С. С. Щучке (1893—1919) в молодёжном парке
- Памятник и памятная стела участникам ликвидации аварии на ЧАЭС (1986)
- Памятник воинам-интернационалистам
- Бюст И. М. Гулого (1940—2013) возле районного дома культуры
- Бюст А. С. Пушкина (1799—1837) возле районной библиотеки
- Бюст Т. Г. Шевченко (1814—1861) возле районной библиотеки
- Мемориал участникам Гражданской войны (1917-23) «Братская могила»

## Известные люди

### В городе родились
- Толубко Владимир Федорович (1914—1989) — советский военачальник, главный маршал артиллерии (1983), депутат Верховного Совета СССР (1970—1984), заместитель министра обороны СССР и одновременно главнокомандующий РВСН (1972—1985), член ЦК КПСС (1976—1985), Герой Социалистического Труда (1976)
- Соммер Андрей Иосифович (1897—1966) — советский военачальник, генерал-майор танковых войск (1945), Герой Советского Союза (1945)
- Водяницкий, Владимир Алексеевич (1893—1971) — советский учёный, гидробиолог, член-корреспондент АН УССР (1957—1971), директор Севастопольской биологической станции АН СССР (1944—1963), директор Института биологии южных морей АН УССР (1963—1968), заслуженный деятель науки и техники Украинской ССР (1968)
- Гринченко Вячеслав Александрович (1938—1998) — оперный певец, народный артист СССР (1980), народный артист Узбекской ССР (1978)
- Первомайский Леонид Соломонович (1908—1973) — украинский советский писатель, лауреат Сталинской (с 1966 года Государственной) премии второй степени в области литературы (1946)
- Копыленко Александр Иванович (1900—1958) — украинский советский писатель, литературный критик
- Сенченко Иван Ефимович (1901—1975) — украинский советский писатель, литературный критик
- Щёголев Василий Матвеевич (1904—1972) — украинский советский драматург, переводчик, театральный деятель
- Анатолий Павлович Шапиро (18 января 1913, Константиноград, Полтавская губерния, Российская империя — 8 октября 2005, Нью-Йорк, США) — офицер Красной армии, командир батальона, освободившего узников Освенцима, майор. Герой Украины (2006, посмертно).
- Лунин Андрей Алексеевич (род. 1999) — украинский футболист, вратарь.
- Мудрик Михаил Петрович (род. 2001) — украинский футболист, полузащитник.
- Крикля Роман Олегович (род.1991г.) — профессиональный кикбоксёр, чемпион мира по версии К-1.

### В городе жили и работали
- Давыдов Иван Евгеньевич (1906—1963) — советский военачальник, полковник, участник Великой Отечественной войны, командир 955-го стрелкового полка 309-й Пирятинской стрелковой дивизии 40-й армии Воронежского фронта, Герой Советского Союза (1943)
- Мартынович Порфирий Денисович (1856—1933) —  российский и украинский советский художник, график, фольклорист и этнограф, основатель Красноградского районного краеведческого музея